# Het Volk (Nederland)

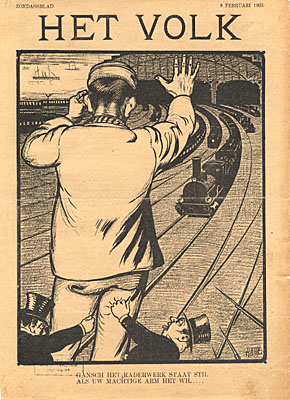
De voorpagina van de uitgave van 8 februari 1903, getekend door Albert Hahn naar aanleiding van de Spoorwegstakingen van 1903: Gansch het raderwerk staat stil/ Als uw machtige arm het wil

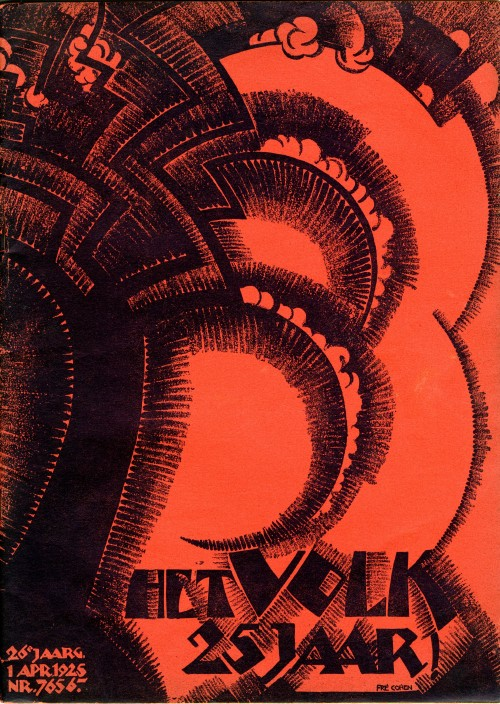
Het Volk bestaat 25 jaar in 1925. Ontwerp: Fré Cohen

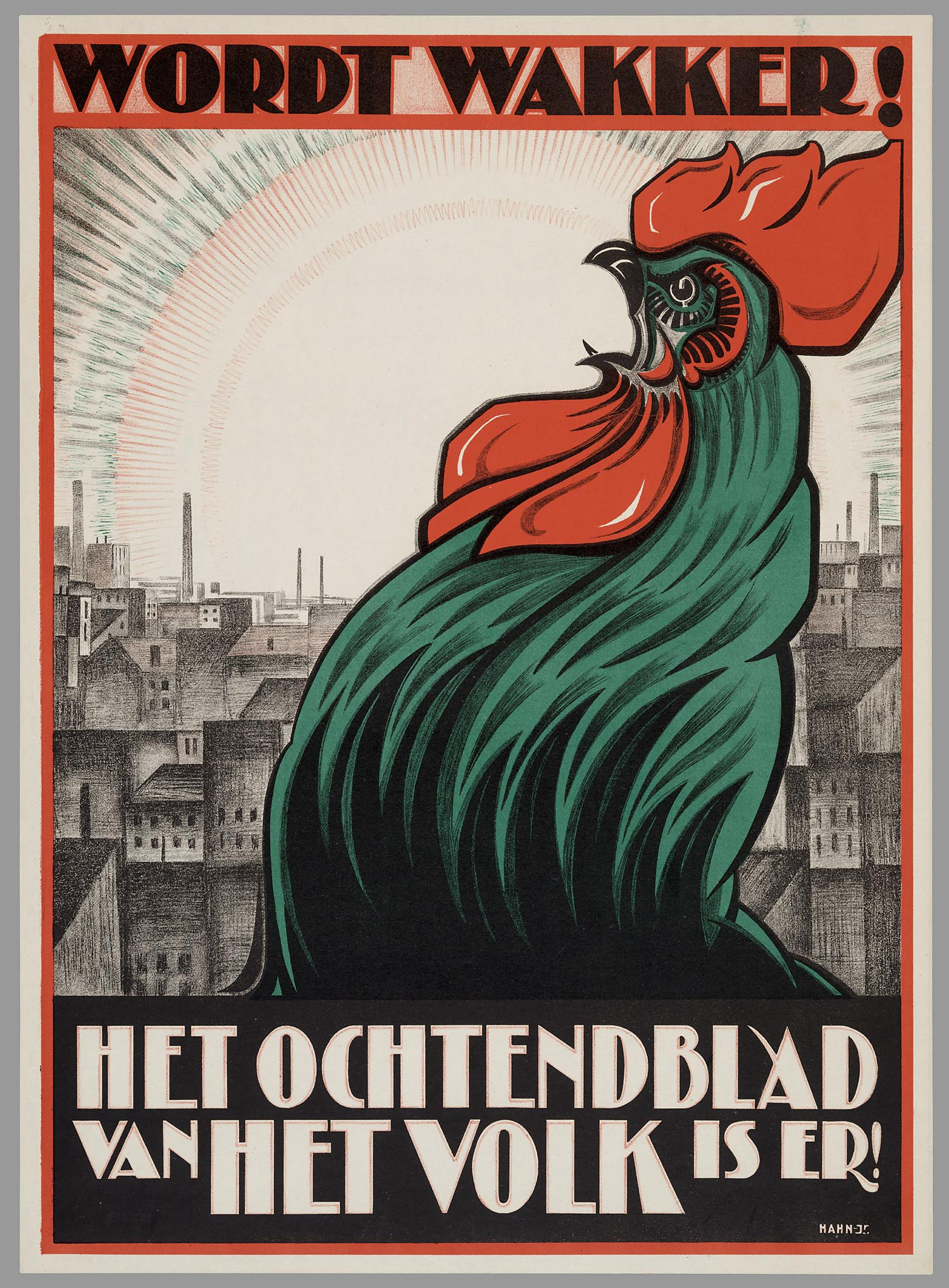
Poster ontworpen door Albert Hahn jr., 1927

Het Volk was een socialistisch dagblad in Nederland. Het was gevestigd te Amsterdam en verscheen voor het eerst op 2 april 1900.
Al in 1899 was men begonnen met de voorbereidingen. Financiële steun kwam van de oudere en kapitaalkrachtiger Duitse zusterpartij Sozialdemokratische Partei Deutschlands. Er werd een uitgeverij opgericht met de naam De Arbeiderspers. Hoofdredacteur werd de politiek leider van de SDAP, Pieter Jelles Troelstra, die in 1903 na een conflict vervangen werd door P.L. Tak.
In 1902 schreef de krant een prijsvraag uit om een tekenaar te vinden voor een wekelijkse politieke prent in het zondagsbijvoegsel Het Zondagsblad. De prijsvraag werd gewonnen door Albert Hahn, die vervolgens een vast dienstverband kreeg. Andere bekende medewerkers waren (later) Fritz Behrendt, Maria Bouwmeester, Jan Liber, Piet van Reen en Inte Onsman (onder het pseudoniem Leckie Down). Een politieke tekening over Hitler van de hand van Van Reen gepubliceerd op 15 februari 1936 leidde tot dagvaarding van de hoofdredacteur Johan Frederik Ankersmit vanwege belediging van een bevriend staatshoofd. Ankersmit wordt veroordeeld tot een boete van 150 gulden maar in hoger beroep vrijgesproken.
In 1931 betrok de krant een nieuw gebouw aan het Hekelveld in Amsterdam, in de volksmond "De rode burcht" genoemd. In Den Haag verscheen een editie onder de naam Vooruit, waaraan Simon Carmiggelt was verbonden.
Na de Duitse inval in 1940 probeerden directie en redactie hun zelfstandigheid veilig te stellen, vertrouwend op toezeggingen van de bezetter. Op 20 juli 1940 echter nam de NSB'er Rost van Tonningen het bedrijf over. De krant werd na de Tweede Wereldoorlog voortgezet onder de naam Het Vrije Volk.
Via de krantensite Delpher van de Koninklijke Bibliotheek zijn de jaargangen 1900-1945 kosteloos doorzoekbaar.